# Phaegoptera decrepida
Phaegoptera decrepida là một loài bướm đêm thuộc phân họ Arctiinae, họ Erebidae.